# Bādāmlūq
Bādāmlūq (persiska: Bādāmloq, باداملوق) är en ort i Iran.   Den ligger i provinsen Nordkhorasan, i den nordöstra delen av landet, 600 km öster om huvudstaden Teheran. Bādāmlūq ligger 1 543 meter över havet och antalet invånare är 262.
Terrängen runt Bādāmlūq är lite bergig. Runt Bādāmlūq är det ganska tätbefolkat, med 75 invånare per kvadratkilometer. Närmaste större samhälle är Ţarāqī Tork, 16,8 km nordväst om Bādāmlūq. Omgivningarna runt Bādāmlūq är i huvudsak ett öppet busklandskap.